# Kalindi Tamayo
Kalindi Tamayo (20 de enero de 1982) es una deportista filipina que compitió en taekwondo. Ganó una medalla de plata en el Campeonato Asiático de Taekwondo de 2000 en la categoría de –55 kg.

## Palmarés internacional
| Campeonato Asiático | Campeonato Asiático | Campeonato Asiático | Campeonato Asiático |
| Año                 | Lugar               | Medalla             | Categoría           |
| ------------------- | ------------------- | ------------------- | ------------------- |
| 2000                | Hong Kong (China)   | Medalla de plata    | –55 kg              |